# Протопопов Олександр Дмитрович
Олександр Дмитрович Протопопов (18 [30] грудня 1866, село Маресево, Лукояновський повіт, Нижньогородська губернія — 27 жовтня 1918, Москва) — російський політик, великий поміщик і промисловець, член Державної думи від Симбірської губернії. Останній міністр внутрішніх справ Російської імперії.

## Біографія

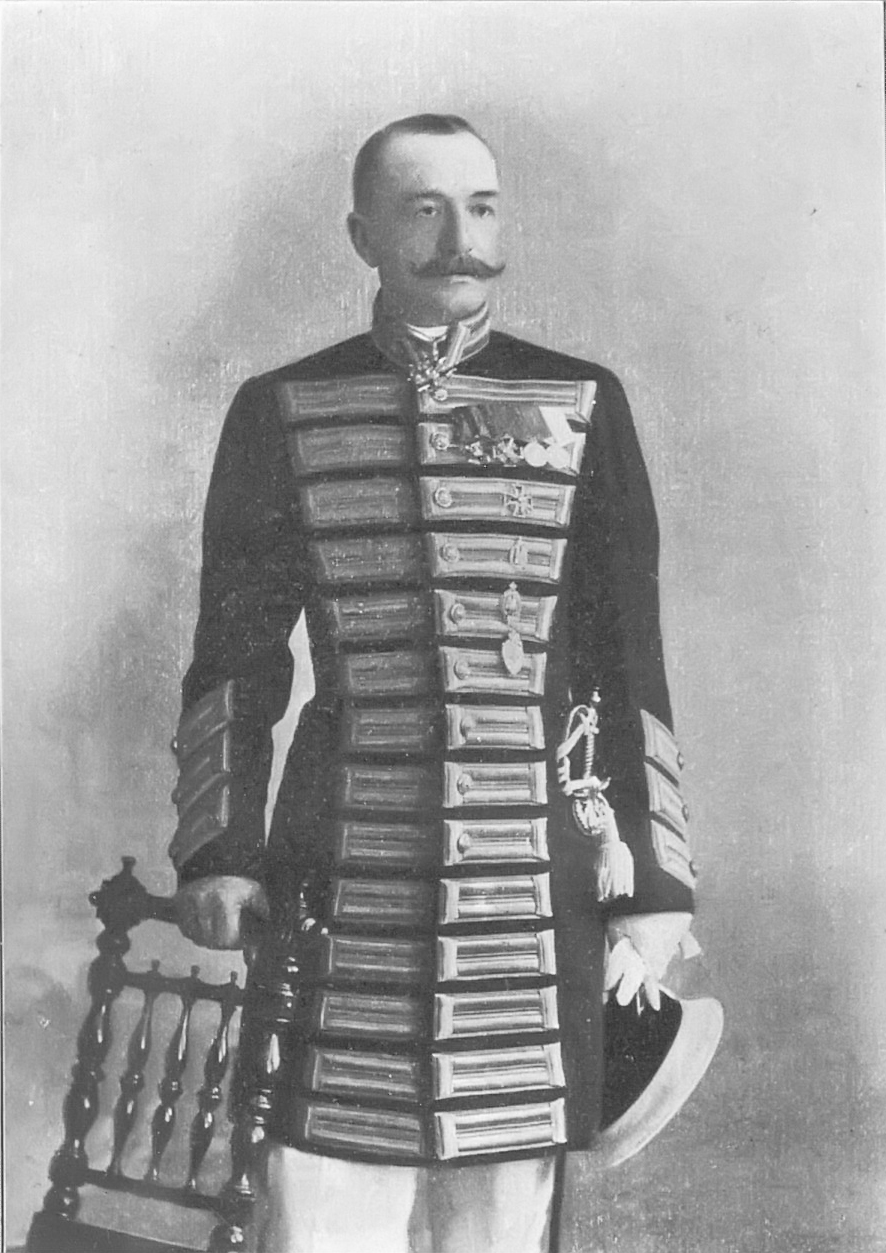
У придворному мундирі

Походив із потомствених дворян Симбірської губернії. Землевласник тієї ж губернії (5930 десятин). Старші брати:
- Сергій (1861—1933) — гірничий інженер, юрист, викладач, журналіст та письменник.
- Дмитро (1865—1934) — земський діяч, член I Державної думи від Самарської губернії.

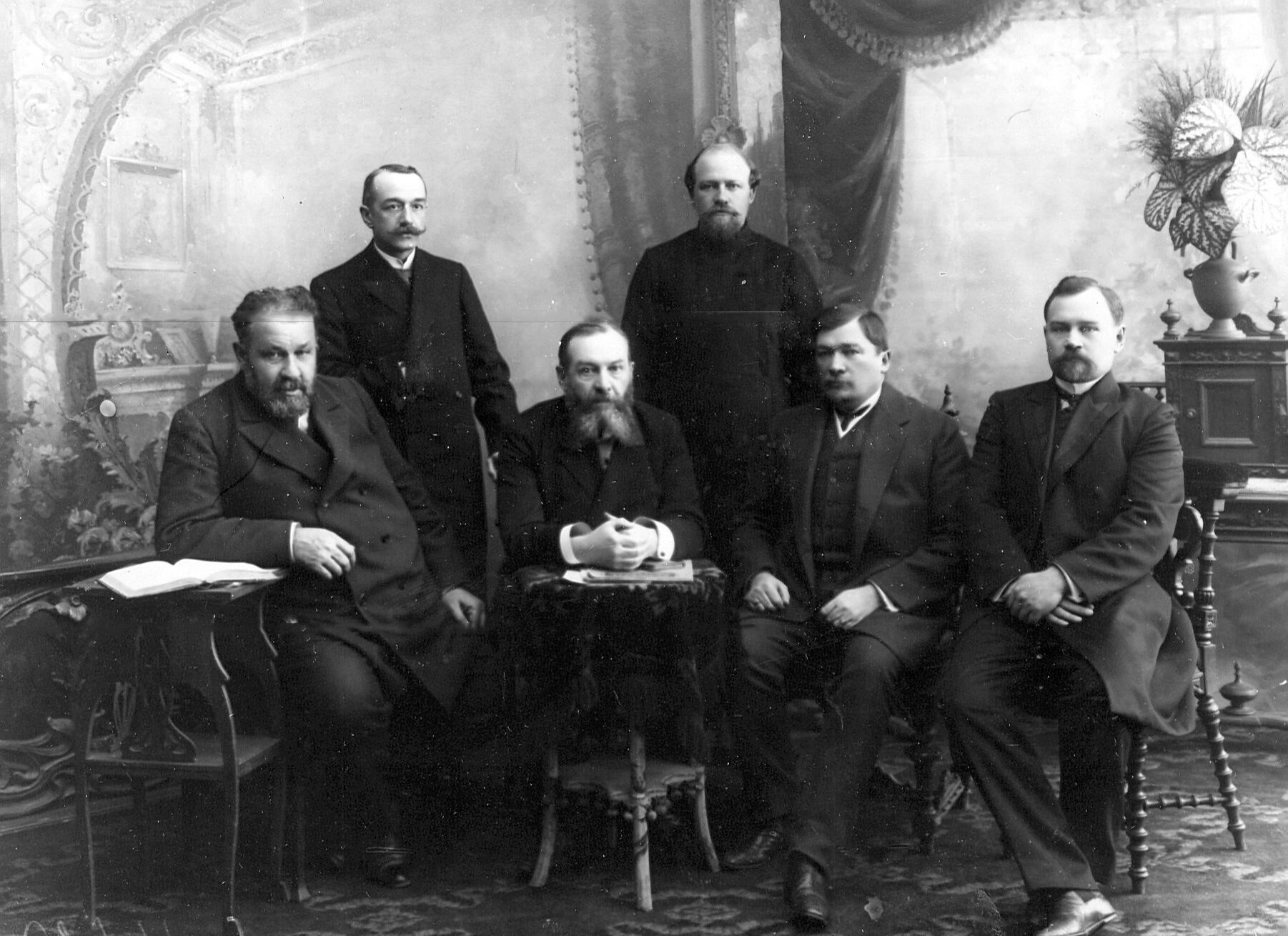
Члени Державної думи ІІІ скликання від Симбірської губернії. О. Д. Протопопов — перший ліворуч, стоїть.

Закінчив 1-й кадетський корпус (1883) та Миколаївське кавалерійське училище (1885), звідки випущений корнетом у лейб-гвардії «Кінно-гренадерський полк» . У 1888—1890 роках був слухачем Миколаївської академії Генерального штабу. У 1890 році вийшов у відставку в чині штабс-ротмістра.
У 1891 році оселився у своєму маєтку Симбірської губернії. Займався сільським господарством, володів механічними та ливарними заводами, двома лісопильними заводами та Рум'янцівською сукняною фабрикою, за обсягами виробництва однієї з найбільших у Росії (спадок від загиблого внаслідок нападу терориста дядька, генерал-лейтенанта М. Д. Селіверстова). Голова Союзу сукняних фабрикантів.
Із 1892 року перебував у Відомстві установ Імператриці Марії .
Обирався повітовим і губернським земським гласним, почесним миром суддею. Із 1905 року — карсунський повітовий предводитель дворянства.
Член Державної думи III та IV скликання від Симбірської губернії, октябрист (після розколу фракції увійшов до фракції земців-октябристів). У 1908 році надано звання камер-юнкера, в 1909 році втратив це звання у зв'язку з отримання чину дійсного статського радника.
Із 20 травня 1914 року — товариш голови IV Державної думи. Із серпня 1915 року член Особливої наради для обговорення та об'єднання заходів щодо забезпечення паливом. За спогадами князя В. М. Шаховського, восени 1915 року Протопопов намагався здобути посаду товариша міністра торгівлі та промисловості.
Із лютого 1916 року — Симбірський губернський предводитель дворянства. У 1916 році обраний головою Ради з'їздів представників металургійної промисловості.
У квітні-червні 1916 року Пропотопов як голова міжпарламентської делегації їздив до Англії, Франції та Італії. До складу делегації входили члени Думи П. М. Мілюков, А. І. Шингарьов , М. М. Ічас, Ф. Ф. Рачковський, О. О. Радкевич, Д. М. Чихачов, О. О. Ознобішин, В. Я. Демченко, Б. О. Енгельгард; члени Держради В. Й. Гурко, князь О. М. Лобанов-Ростовський, Барон Р. Р. Розен.

### Міністр внутрішніх справ

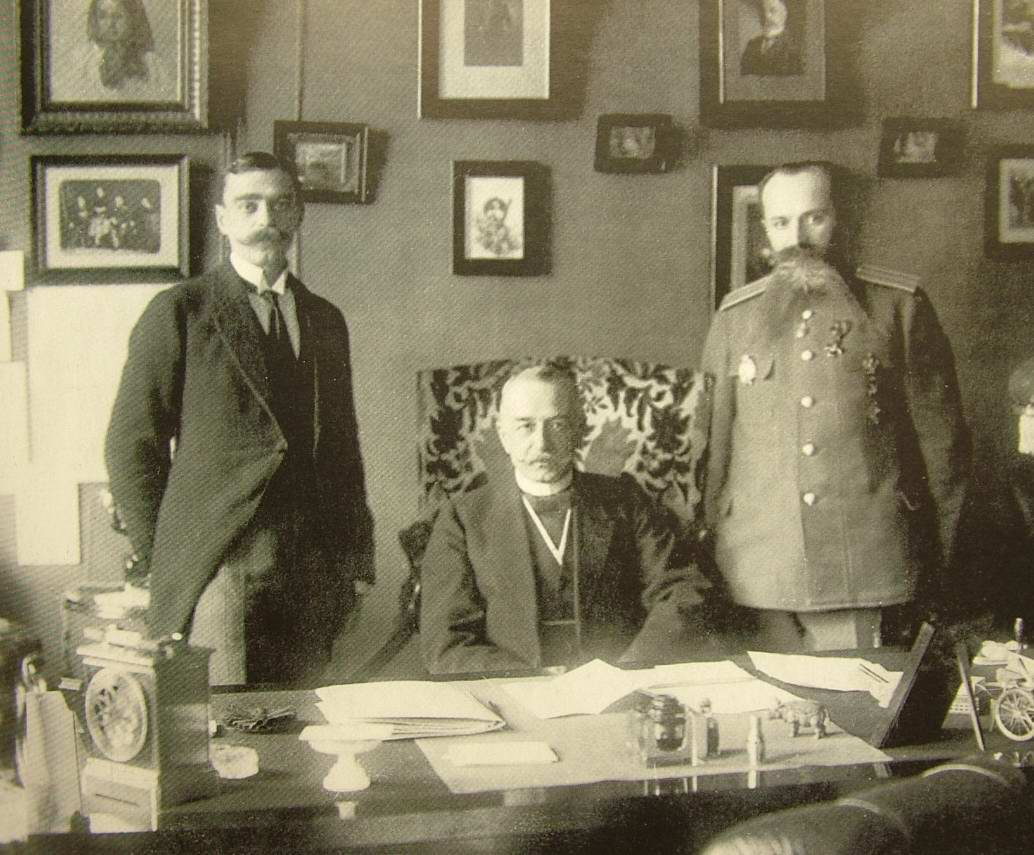
Олександр Протопопов зі співробітниками в кабінеті міністра внутрішніх справ, Фото Карла Булли, вересень 1916 року

16 вересня 1916 року призначений керуючим Міністерством внутрішніх справ, 20 грудня був затверджений на посаді міністра. За спогадами В. М. Шаховського, на посаду міністра Протопопова рекомендували голова Державної думи М. В. Родзянко та міністр закордонних справ С. Д. Сазонов. Англійський король Георг V в особистому листі Миколі II дав захоплений відгук про Протопопова. Сам Протопопов із осіб, які рекомендували його імператору, називав Сазонова, Родзянко, військового міністра Шуваєва та посла в Лондоні графа Бенкендорфа.
Невдовзі після свого призначення Протопопов запропонував О. Т. Васильєву обійняти посаду директора Департаменту поліції. На посаду градоначальника Петрограда Протопопов запропонував імператору кандидатуру помічника варшавського обер-поліцмейстера О. П. Балка.
18 листопада 1916 року (за повної згоди царя) Протопопов видав циркуляр, яким євреї отримали дозвіл на проживання без реєстрації у Москві та містах, що не знаходились у театрі військових дій.
22 грудня 1916 року МВС видало свій проєкт про запровадження земського самоврядування в Тобольській та Томській губерніях, з одночасним відокремленням із останньої Алтайської губернії.
Із моменту призначення Протопопова міністром Дума почала ставитися щодо нього різко вороже й колишні думські друзі Протопопова різко змінили своє ставлення про нього. Були різні спроби позбавити Протопопова місця у Думі. Його звинувачували в зраді ліберальних ідеалів і закріпили за ним прізвисько «божевільний» — в надії домогтися його відставки. Цар, ображений цими звинуваченнями, заперечував: «З якого часу він став божевільним? Ймовірно, з того моменту, коли я призначив його міністром…»

### Думки сучасників про Протопопова
На думку деяких сучасників (наприклад, О. О. Блока), саме бездіяльність Протопопова була основною причиною перемоги Лютневої революції в Петрограді. На думку П. П. Заварзіна, Протопопову була достеменно відома робота багатьох громадських діячів і членів Думи з підготовки перевороту, але він не тільки не вживав жодних заходів, а й не повідомляв всі відомості повністю Царю.
Начальник Петроградського охоронного відділення К. І. Глобачов насилу домігся у Протопопова дозволу на арешт робочої групи Центрального військово-промислового комітету, який було здійснено 27 січня 1917 року.
Але напередодні цих подій Протопопов наполягав на прибуття до столиці вірних військових частин із фронту, що не було виконано.
Протопопов відмовлявся піти з посади, незважаючи на пропозиції про відставку. Він незабаром став ворогом в очах Думи та громадської думки загалом.

### Революція, ув'язнення та розстріл
Вранці 27 лютого Протопопов надіслав у Думу «височайший указ» про розпуск Думи. Вдень 27 лютого Протопопов взяв участь у засіданні Ради міністрів, яке проходило на квартирі М. Д. Голіцина.
28 лютого о 23-й годині 15 хвилин Протопопов добровільно з'явився в Таврійський палац і здався революціонерам. Він був переведений до Міністерського павільйону. Перебуваючи під арештом у Міністерському павільйоні, мав розмову з О. Ф. Керенським.
Із 1 березня по вересень 1917 року ув'язнений у Петропавлівській фортеці, потім деякий час під охороною в лікарні для нервових хворих. Допитувався Надзвичайною слідчою комісією Тимчасового уряду 21 березня, 8 та 21 квітня 1917 року. Крім того, перебуваючи у неволі, Протопопов давав НСК докладні письмові свідчення.
Після захоплення влади більшовиками переведений до Москви, був ув'язнений у Таганській в'язниці.
27 жовтня 1918 року розстріляний у Москві.

## Сумніви в психічній нормальності Протопопова
Сучасники не лише характеризували дії Протопопова на посаді міністра внутрішніх справ як глибоко невдалі, а й майже одностайно висловлювали припущення про його психічно ненормальний стан під час перебування на цій посаді.
Протопопов у свідченнях Надзвичайної слідчої комісії повідомляв, що він з початку 1900-х років проходив лікування у відомого «тибетського лікаря» П. О. Бадмаєва; у 1915—1916 роках у Протопопова бували психотичні епізоди, під час яких він повністю втрачав контроль над собою: бігав рачки, катався по підлозі, спробував вчинити самогубство. Розчарувавшись у Бадмаєві, Протопопов звертався за консультаціями до знаменитого психіатра В. М. Бехтерєва. Психічний стан Протопопова під час перебування в ув'язненні в Петропавлівській фортеці ще більше погіршився, він страждав на галюцинації і вважав, що в камері встановлений апарат для читання його думок. У вересні 1917 року Протопопов був переведений до Миколаївського військового госпіталю та підданий медичному огляду. Експерти встановили, що він страждав на циркулярний психоз (у сучасній термінології — біполярний афективний розлад). Незважаючи на це, Петроградський окружний суд 30 жовтня 1917 року визнав його психічно здоровим.

## Родина
Був одружений з Ольгою Павлівною Носович, донькою директора Нижньгородського кадетського корпусу генерал-майора П. І. Носовича (1829—1887). Мав двох доньок — Наталію та Агнію.

## Нагороди
- Орден Святого Станіслава ІІІ ст. (1896)
- Орден Святої Анни ІІІ ст. (1899)
- Орден Святого Станіслава ІІ ст. (1903)
- Орден Святого Володимира IV ст. (1906)
- Орден Святого Володимира ІІІ ст. (1912)
- Орден Святого Станіслава І ст. (1914)
- Орден Святої Анни І ст. (1916)
- Медаль «У пам'ять царювання імператора Олександра III»
- Відзнака «За праці із землеустрою»
- Медаль «У пам'ять про 300-річчя царювання дому Романових»

## Твори
- Экономическая заметка / А. Д. Протопопов. — 2-е изд. — Санкт-Петербург: тип. В. Ф. Киршбаума (отд-ние), 1908. — 16 с.
- К русскому крестьянству / А. Д. Протопопов. — Симбирск: Губернская тип., 1907. — 8 с.;